# Gioco del Ponte
Le Gioco del Ponte (« jeu du pont ») est une fête traditionnelle qui a lieu à Pise (Italie), sur le Ponte di Mezzo, le dernier samedi de juin. Ses origines remontent au Moyen Âge ; son rituel a évolué au cours des siècles ; sa célébration a été plusieurs fois suspendue et a repris au XXe siècle sous sa forme actuelle. La fête attire aujourd'hui plusieurs dizaines de milliers de spectateurs qui se pressent sur les quais de l'Arno.

## Histoire

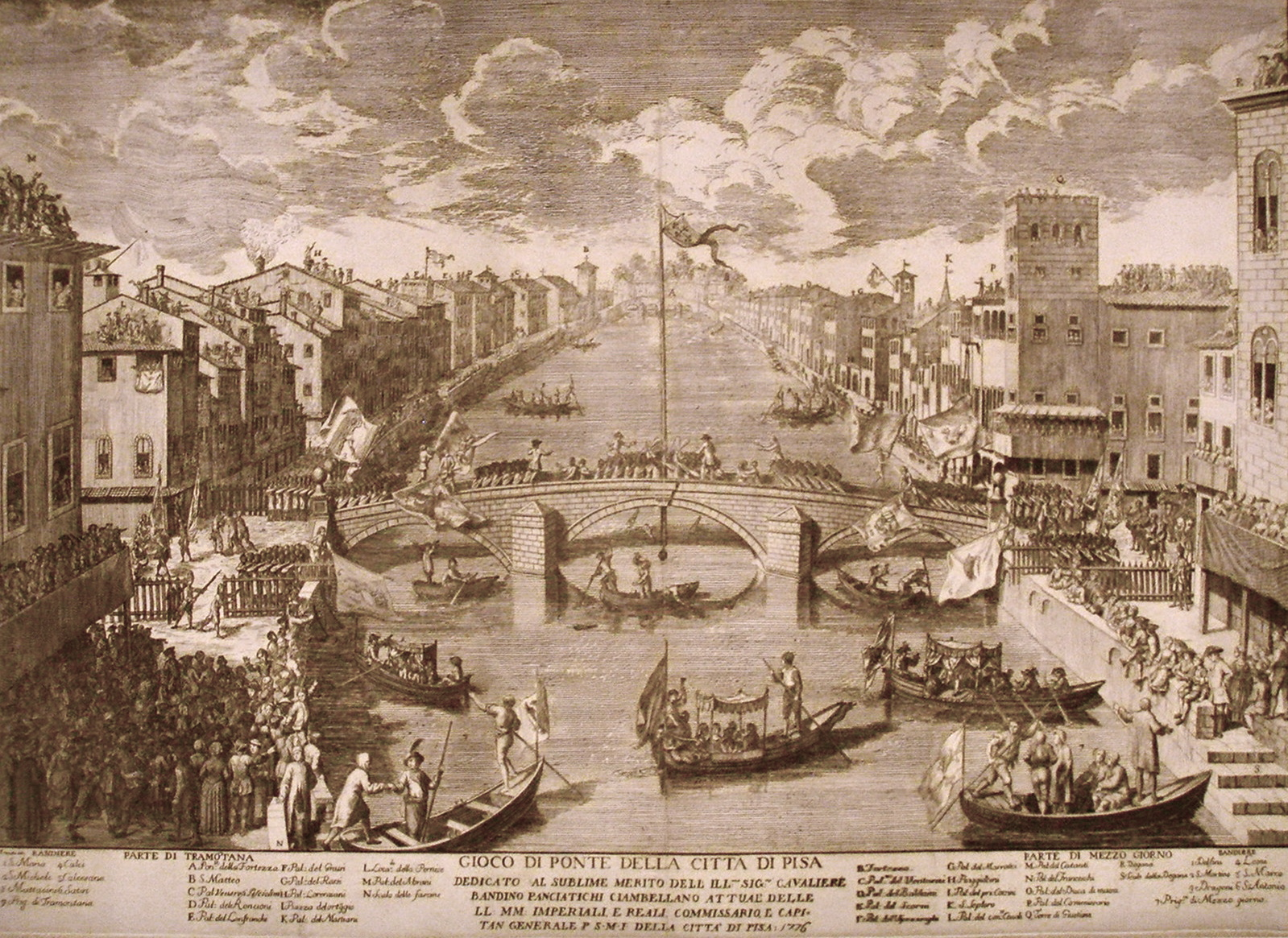
Le Gioco del Ponte au XVIIIe siècle

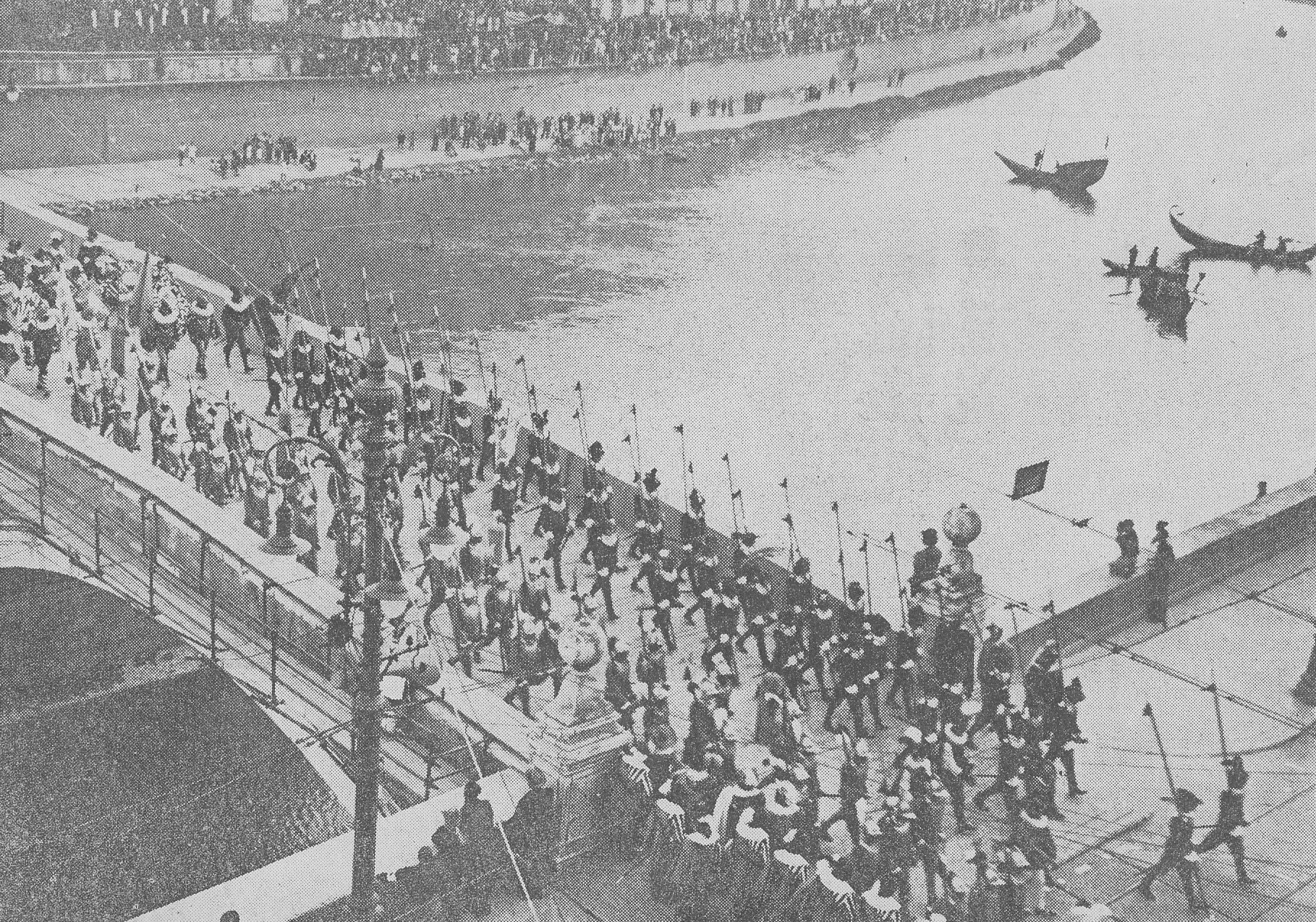
Le défilé du Gioco del Ponte en 1935

Au Moyen Âge, du temps de l'indépendance de la république de Pise, les quartiers situés au nord de l'Arno et ceux qui se trouvaient au sud s'affrontaient dans une joute violente, appelée Mazzascudo, qui se déroulait sur la Piazza dei Anciani (aujourd'hui Piazza dei Cavalieri). Ce jeu, dans lequel on peut voir un ancêtre lointain et indirect du Gioco del Ponte, ne fut plus disputé après 1406, date de l'annexion de Pise par la république de Florence.
La première attestation certaine de la manifestation eut lieu le 22 février 1568 sur le Ponte Vecchio, qui se trouvait approximativement à l'emplacement de l'actuel Ponte di Mezzo. Elle opposait les deux factions de Tramontana (partie de la ville située au nord de l'Arno) et de Mezzogiorno (partie située au sud), organisées en équipes, qui se battaient violemment pour le contrôle du pont.
De 1672 à 1713, la manifestation eut lieu presque chaque année ; par la suite, elle se tint de manière plus irrégulière. Pierre Léopold Ier, grand-duc de Toscane, interdit après 1785 le Gioco del Ponte, dans lequel il voyait une occasion de désordre et de division du peuple. Il réapparut en 1807, mais ce fut la seule édition du XIXe siècle.
Il faut attendre 1935 pour que renaisse la fête, en présence du roi Victor-Emmanuel III. À cette occasion, on voit apparaître certaines des caractéristiques actuelles de la manifestation, en particulier les costumes inspirés de ceux de la Renaissance espagnole.

## Déroulement de la fête
La fête comprend deux parties : un défilé, suivi de la joute elle-même.

### Les factions en présence
- Tramontana : Santa Maria, San Francesco, San Michele, Mattaccini, Satiri, Calci.
- Mezzogiorno : San Antonio, San Martino, San Marco, Leoni, Dragoni, Delfini.

### Le défilé historique
Le défilé réunit 709 figurants, en costumes du XVIe siècle, dont 41 cavaliers, 24 joueurs de trompette et 40 tambours. Il se déroule sur les quatre quais de l'Arno qui se trouvent de part et d'autre du pont (les célèbres lungarni de Pise) et comporte trois cortèges : deux cortèges de 314 figurants, un pour chacun des deux camps en présence (Tramontana et Mezzogiorno), et un troisième cortège de 81 juges.

### La joute
La joute est dans sa forme actuelle une joute pacifique. L'objectif est toujours de prendre le contrôle du pont, mais, pour éviter le contact direct et violent entre les équipes adverses, on a imaginé, après la Seconde Guerre mondiale, de faire porter l'effort des jouteurs sur un lourd chariot qu'il s'agit de pousser dans le camp opposé.
Elle oppose douze équipes (six pour chaque partie de la cité) de vingt joueurs, qui doivent pousser un chariot de sept tonnes, posé sur des rails, jusqu'aux limites du pont du côté adverse.